# Emmagatzematge vital digital
El concepte d'emmagatzematge vital digital fa referència a l'acte de recopilar,  digitalitzar i guardar de forma ordenada tota la informació que es genera al voltant de la vida d'una persona. Es crea així la "memòria vital virtual" d'una persona.
Es basa en un procediment que afecta a tots els àmbits de la vida diària, per la qual cosa es podria dir que constitueix un mode de vida particular.

## La informació vital
L'emmagatzematge vital digital inclou tota la informació que, de forma diària, relaciona una persona amb el món:
| Documents personals (en suport físic)                                                                    | Comunicacions amb altres persones                       | Comunicacions amb màquines                                                                    | Vida diària                                          |
| *Anotacions *Cartes *Factures *Llibres, revistes, diaris *Informes mèdics *Textos, dibuixos *Fotografies | *Trucades telefòniques * Correus electrònics *Converses | *Documents virtuals * Webs visitades *Documents audiovisuals reproduïts *Pulsacions de teclat | *Llocs visitats *Actes realitzats *Persones trobades |

## Procediment

### Pas 1. Digitalització de la informació
El primer pas és obtenir en format digital tota la informació abans mencionada. Donat que aquesta es presenta a la realitat en formats molt diversos, caldrà tractar cadascun d'ells de forma específica i singular.
- Els documents físics són, en general, textos o imatges. Es poden digitalitzar per mitjà d'un escàner.

- La informació extreta de les comunicacions interpersonals té un grau de complexitat més elevat, ja que, a més de l'escriptura (text), s'empra el llenguatge parlat (àudio) i el gestual (imatges o vídeo).

-Per a la comunicació escrita, els textos i imatges en suport físic es poden escanejar, mentre que els documents i missatges electrònics ja es troben en format digital.
-Per a la comunicació estrictament de veu (trucades via telèfon o internet), cal enregistrar les dades d'àudio mitjançant algun element capturador, present actualment als ordinadors però no als telèfons, que requeriran un tercer element que emmagatzemi o enviï les dades a un ordinador en temps real. Aquest procés requereix una digitalització de les dades en el cas dels telèfons analògics.
Per a les converses presencials o a través de videoconferència, caldrà enregistrar també la part de vídeo. Les videoconferències no suposen un gran problema, ja que l'ordinador les pot guardar en temps real, però les converses presencials requereixen d'algun aparell enregistrador present en aquestes. En aquest sentit s'han desenvolupat càmeres portàtils que els usuaris porten permanentment penjades o adherides a la roba, tot i que es troben en fase de desenvolupament. Les ulleres-càmera de Hewlett-Packard i la SenseCam de Microsoft en són alguns exemples.
- La informació resultant de la comunicació amb ordinadors resulta fàcil d'obtenir, ja que tota es troba en format digital.

- La informació que s'obté de la nostra relació amb l'entorn i les persones que ens rodegen resulta la més complexa d'obtenir, ja que és totalment imprevisible i inclou aspectes naturals i biològics, impossibles d'enregistrar digitalment avui dia (olors, sabors, reaccions, sensacions…). És per això que aquí es deixen de banda els aspectes perceptius, però sí que es poden registrar les rutes diàries (emplaçaments geogràfics on hem estat), incloent les coordenades i imatges o vídeos dels llocs i persones que hem vist aquell dia.

El prototip experimental d'ulleres-càmera de Hewlett-Packard permet enregistrar digitalment tot el que passa al nostre voltant. Inclou un sistema de reconeixement de cares, canvis de llum i moviment, i grava imatges en moviment a 1.3 milions de píxels i 7 frames per segon, o bé 640x480 píxels a 30 frames per segon.
La SenseCam de Microsoft és una càmera digital portàtil que es penja al coll i pren fotografies a 640x480 píxels de manera automàtica. Ho fa cada 30 o 60 segons aproximadament, o bé quan detecta un canvi important en el moviment, la llum o la temperatura ambient. Alguns models incorporen un gravador d'àudio i un GPS que associa les imatges amb la seva localització.

### Pas 2. Organització de la informació
El segon pas consisteix a organitzar tota la informació de manera ordenada i permetre a l'usuari accedir-hi de forma fàcil i intuïtiva. Per a fer-ho cal guardar tota la informació en un mateix espai (un disc dur, habitualment), separar-la segons la seva naturalesa (text, àudio, imatge, vídeo…) i indexar els documents d'alguna manera que permeti identificar-los i interrelacionar-los en funció del seu contingut.

## MyLifeBits
El sistema de programari MyLifeBits de Microsoft és el més important amb relació a aquesta tasca. El sistema, creat per Jim Gemmell i Roger Lueder i presentat l'any 2001, integra funcionalitats que fan referència als dos punts del procediment abans descrit. Es dissenyà per a l'enginyer informàtic Gordon Bell, que buscava la manera de desprendre's de tota la documentació física de què disposava i de crear una memòria virtual de tot el que envoltava la seva vida.
MyLifeBits guarda tota l'activitat que es fa a l'ordinador en temps real, incloent el  ratolí i les tecles pitjades. Quan l'usuari es troba en moviment, guarda la seva posició gràcies a un GPS. Grava les trucades telefòniques i arxiva les  fotografies fetes amb la SenseCam. També s'hi pot introduir tota la documentació física digitalitzada.
Un cop el sistema disposa de tota la informació (que s'actualitza diàriament), la classifica i l'organitza, i ens permet gestionar-la per mitjà d'un potent motor de recerca intel·ligent. L'usuari, entrant les paraules clau desitjades, pot trobar tots els documents que es relacionen amb aquestes, siguin fotografies, anotacions, correus electrònics, persones…
Es conforma així una memòria virtual amb tota l'experiència vital d'una persona.
- Gordon Bell posseeix actualment un arxiu digital de 150  Gigabytes.

- Es calcula que 1 Terabyte seria suficient per a emmagatzemar 83 anys de memòria vital virtual.

## Aspectes positius
- Permet ordenar molts components essencials en la vida d'una persona i establir interrelacions entre conceptes d'àmbits molt diversos.

-Esdevé una eina molt eficient per a recordar fets i elements del passat i planificar esdeveniments futurs.
-Pot resultar útil en el tractament de  malalties mentals, principalment aquelles que comporten una degeneració de la  memòria (p.ex.  Alzheimer).
- Elimina la presència de la majoria d'informació en suport físic. Permet així estalviar espai i organitzar millor la informació, que es concentra a l'ordinador personal.

-És respectuós amb el medi ambient.
- Permet alliberar la nostra  memòria de dades supèrflues, les quals s'emmagatzemen al nostre  ordinador, i que podrem revisar en qualsevol moment. Podem dedicar-nos així a tasques més creatives i enriquidores.

## Aspectes negatius
- La seguretat i la privadesa de l'individu es poden veure compromeses, ja que el sistema guarda tota la informació de la vida diària sense discriminació de contingut.

- Pot mecanitzar el comportament humà, ja que tots els àmbits de la vida es veuen orientats a l'obtenció d'informació, podent crear una certa dependència i una limitació/alteració de l'activitat diària.

- Pot limitar la nostra  memòria, ja que podem tendir a la despreocupació, emplaçant a les màquines que conformen el sistema a recordar per nosaltres, suposant una pèrdua progressiva dels records vitals.

- En contraposició a l'anterior enunciat, es pot arribar també al punt de recopilar virtualment una quantitat de memòries totalment antinatural, que inclouria fins al més ínfim detall de la nostra vida passada i ens impediria exercir l'acte natural d'oblidar.